# Perseverace
Perseverace (z angl. "persevering thinking"), česky někdy též ulpívání či ulpívavé myšlení, je psychologický a psychiatrický pojem. Označuje myšlení, které se neustále vrací k určitému tématu, a to i při přílivu nových podnětů. Toto myšlení může být projevem zdravého člověka například v opilosti, při únavě či ospalosti, může ale být také projevem duševní poruchy, například při difúzním poškození mozku, případně u mentálně retardovaných osob. Odpovědi na otázky (například při psychologickém vyšetření) navíc bývají stereotypní, ačkoliv se otázka mění. Kromě ulpívání na daném tématu se může perseverace projevovat také jako patologické opakování určitého slova, části slova, hlásky či zvuku – v tomto případě bývá občas užíván i pojem verbigerace.